# Monety kuszano-sasanidzkie
Monety kuszano-sasanidzkie – monety państwa kuszano-sasanidzkiego, istniejącego w latach ok. 240–365 n.e. na obszarach dawnego królestwa Kuszanów, podbitego przez władców sasanidzkich, i obejmujące głównie Baktrię, Sogdianę i Gandharę.

## Wprowadzenie
Państwo to zarządzane było przez namiestników pod protektoratem Sasanidów, początkowo zadowalających się tytułem króla, wkrótce jednak występujących tytularnie jako „królowie królów Kuszanów”. Królestwo kuszano-sasanidzkie istniało od początku władzy dynastii Sasanidów aż do podboju ziem przez Heftalitów (tzw. Białych Hunów) w drugiej połowie IV wieku naszej ery. Monety kuszano-sasanidzkie stanowią istotne źródło dla ustalania chronologii państwa kuszano-sasanidzkiego z kolejnością panowania jego władców:

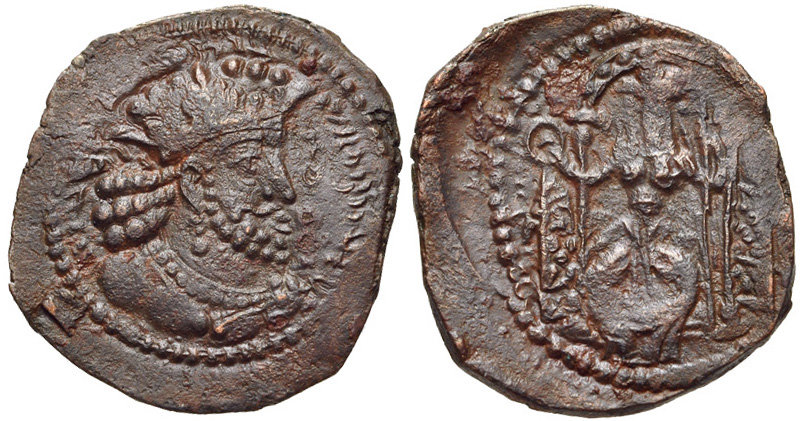
Miedziak Ardaszira II z wyobrażeniem bogini Anahity (rewers)

230–241 – Ardaszir I Kuszanszach
241–245 – Ardaszir II Kuszanszach
254–270 – Peroz I Kuszanszach
270–295 – Hormizd I Kuszanszach
295–300 – Hormizd II Kuszanszach
300–325 – Peroz II Kuszanszach
325–350 – Warhran Kuszanszach

## Charakterystyka monet

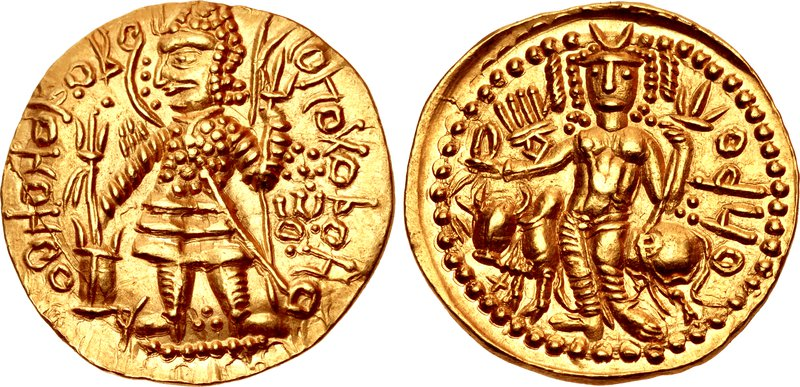
Złota moneta Peroza I z rewersowym przedstawieniem Śiwy z bykiem

Monety kuszano-sasanidzkie wybijano zarówno w złocie, srebrze, jak i w miedzi. Charakterystyczne były nawiązania do panującej religii i odniesienia do różnych emisji, tak władców dawnego państwa kuszańskiego, jak i aktualnego imperium sasanidzkiego. Ustalenia systematyki monet kuszano-sasanidzkich pozwoliły na wydzielenie 22 kombinacji różnych awersów i rewersów, przypisanych łącznie do siedmiu władców.
Naśladownictwa monet kuszańskich charakteryzowały się wizerunkiem całej sylwetki władcy na awersie, w postawie en face, z głową w lewym profilu, i z umieszczoną na rewersie postacią buddyjskiego bóstwa Śiwy opartego o bok byka Nandu.
Naśladownictwa monet sasanidzkich  miały na awersie prawy profil króla w koronie, a na rewersie ołtarz świętego ognia po obu stronach strzeżony przez dwóch strażników; w świętym ogniu widoczne jest popiersie bogini Anahity.
Do rzadkości należy jedna z monet pierwszego władcy państwa kuszano-sasanidzkiego, gdzie choć na awersie widoczne jest popiersie władcy w prawym profilu, na rewersie przedstawiona jest scena inwestytury.

### Inskrypcje
Inskrypcje na monetach kuszano-sasanidzkich umieszczano w języku pahlawi, baktryjskim i sporadycznie alfabetem brahmi. Każdy z królów zapisywał na awersie swoje imię z tytulaturą „Kuszanszach” (czyli „Król Kuszanów”). Na rewersie widniała nazwa mennicy oraz rok panowania władcy, w którym wybito monetę.

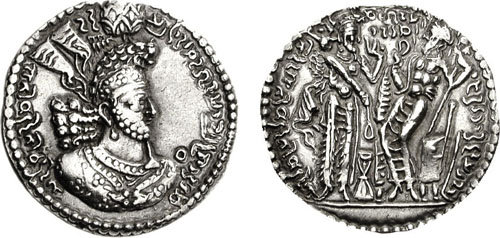
Srebrna moneta Hormizda I z mennicy w Merwie

### Mennice
W państwie kuszano-sasanidzkim użytkowano mennice dawniejszego pochodzenia, założone jeszcze w królestwie Kuszanów. Lokowane przy głównych ośrodkach handlowych, specjalizowały się w emisjach tylko z jednego kruszcu. Mennice wypuszczające złote dinary często wspomagane były przez mniejsze pracownie miejscowe, przeznaczone dla wytwarzania monet miedzianych.
Istnieje przypuszczenie, że określone mennice biły monety typowe tylko dla swego regionu. Nasuwa to wniosek, że władcy kuszano-sasanidzcy mogli równoległe sprawować współrządy nad różnymi prowincjami. Do najważniejszych i najbardziej znanych mennic ich państwa należały: Merw, Herat, Balch (dawna Baktra) oraz w Gandharze na południu kraju.